# محطة قطار متيليلي
محطة قطار متيليلي من ضمن المحطات الجديدة في الجزائر وتربط بين بوغزول والأغواط .تتواجد شمال مدينة الأغواط بحوالي 10 كم، تم الانتهاء من الأشغال بها مطلع عام 2023.
تقع شمال مدينة الأغواط بمنطقة متيليلي قرب الطريق السيار شمال جنوب (الجزائر) و هي محطة مخصصة للبضائع.

## تاريخ
تم إنشاء محطة قطار متيليلي لافتتاح خط السكة الحديدية الرابط بين بوغزول والأغواط (خط بوغزول - الأغواط) والذي يمر بولاية الجلفة أيضا. تم تشغيله في مرحلة التجارب النهائية في 14 جوان 2023 .
|  |   |  | محطات القطار         | البلديات             | الربط بالقطار والترامواي            | الربط بالمترو |
|  | - |  | -------------------- | -------------------- | ----------------------------------- | ------------- |
|  | ● |  | محطة قطار بوغزول     | بوغزول               | • خط سكة حديد من بوغزول إلى الأغواط |               |
|  | ● |  | محطة قطار عين وسارة  | عين وسارة            |                                     |               |
|  | ● |  | محطة قطار الجلفة     | الجلفة               |                                     |               |
|  | ● |  | محطة قطار سيدي مخلوف | سيدي مخلوف (الأغواط) |                                     |               |
|  | ● |  | محطة قطار الأغواط    | الأغواط              |                                     |               |